# 莫雷恩鎮區 (北達科他州大福克斯縣)
莫雷恩鎮區（英語：Moraine Township）是位於美國北達科他州大福克斯縣的一個鎮區。

## 地方資料
莫雷恩鎮區的面積為93.05平方千米，當中陸地面積為92.96平方千米，而水域面積為0.09平方千米。根據2020年美國人口普查的數據，當地共有人口63人，而人口密度為每平方千米0.68人。